# عبور از خط قرمز
عبور از خط قرمز (انگلیسی: Cross the Line) با نام اصلیِ نخواهی کُشت (اسپانیایی: No matarás‎) یک فیلم دلهره‌آور اسپانیایی است که در سال ۲۰۲۰ منتشر شد. از بازیگران این فیلم که در بارسلون فیلم‌برداری شد، می‌توان به ماریو کاساس و میلنا اسمیت اشاره کرد.
نمایش افتتاحیه فیلم در ۵۳مین دورهٔ جشنواره فیلم سیتخس در ۱۰ اکتبر ۲۰۲۰ انجام شد.